# Ferrières (Somme)
Pour les articles homonymes, voir Ferrières.
Ferrières est une commune française située dans le département de la Somme, en région Hauts-de-France.

## Géographie

### Localisation
Ferrières est un village picard de l'Amiénois.
Limitrophe d'Ailly-sur-Somme, 8 km à l'ouest d'Amiens et à 34 km au sud-est d'Abbeville, à vol d'oiseau.
Le territoire de la commune est limitrophe de ceux de six communes.
Les communes limitrophes sont Ailly-sur-Somme, Bovelles, Guignemicourt, Pont-de-Metz, Saleux et Saveuse.

### Hydrographie
La commune est située dans le bassin Artois-Picardie. Elle n'est drainée par aucun cours d'eau.

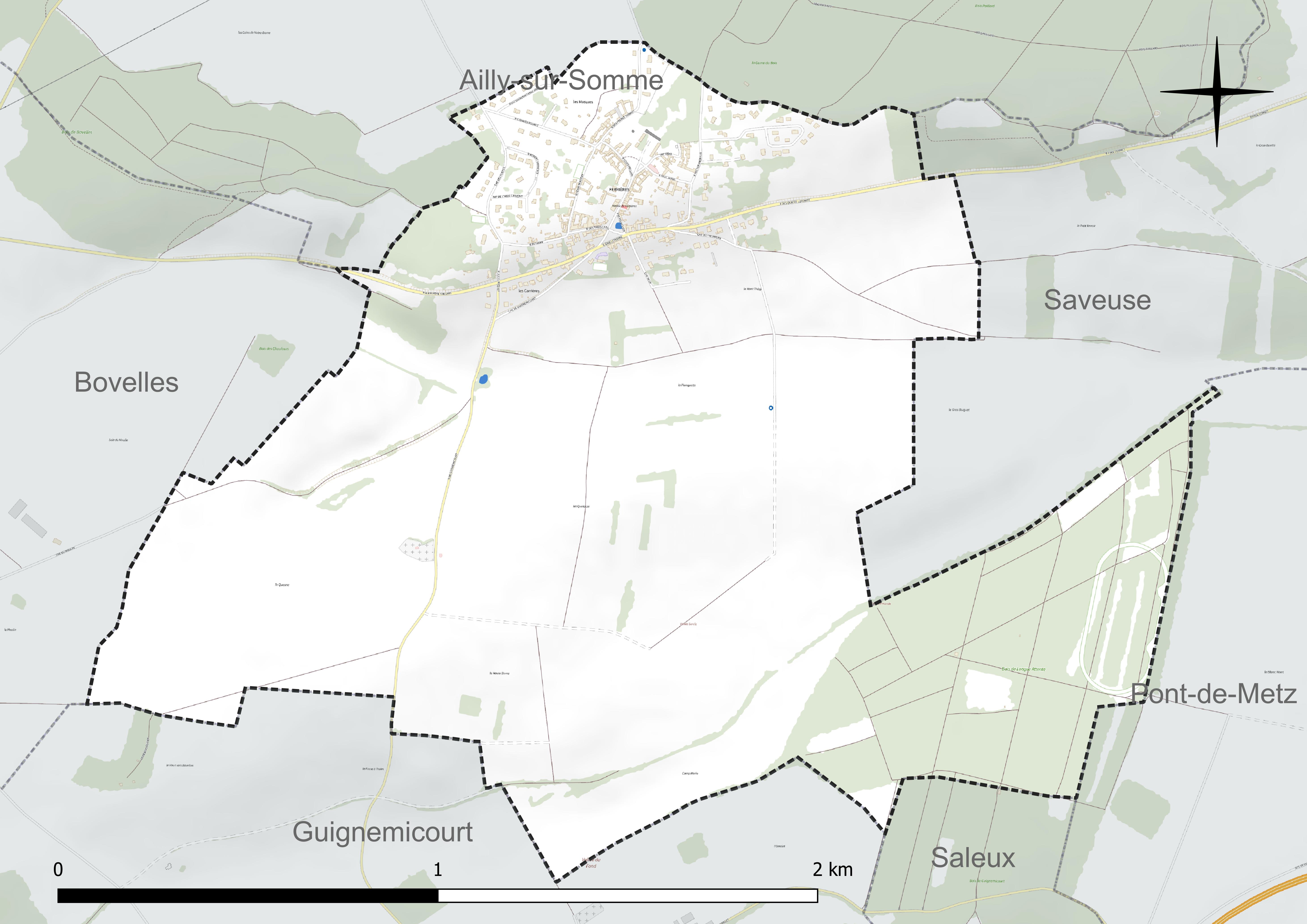
Réseau hydrographique de Ferrières.

### Climat
Pour des articles plus généraux, voir Climat des Hauts-de-France et Climat de la Somme.
En 2010, le climat de la commune est de type climat océanique dégradé des plaines du Centre et du Nord, selon une étude du CNRS s'appuyant sur une série de données couvrant la période 1971-2000. En 2020, Météo-France publie une typologie des climats de la France métropolitaine dans laquelle la commune est exposée à un climat océanique et est dans une zone de transition entre les régions climatiques « Nord-est du bassin Parisien » et « Côtes de la Manche orientale ».
Pour la période 1971-2000, la température annuelle moyenne est de 10,4 °C, avec une amplitude thermique annuelle de 14,3 °C. Le cumul annuel moyen de précipitations est de 726 mm, avec 11,6 jours de précipitations en janvier et 8,6 jours en juillet. Pour la période 1991-2020, la température moyenne annuelle observée sur la station météorologique la plus proche, située sur la commune de Glisy à 16 km à vol d'oiseau, est de 11,1 °C et le cumul annuel moyen de précipitations est de 646,6 mm,. Pour l'avenir, les paramètres climatiques de la commune estimés pour 2050 selon différents scénarios d'émission de gaz à effet de serre sont consultables sur un site dédié publié par Météo-France en novembre 2022.

## Urbanisme

### Typologie
Au 1er janvier 2024, Ferrières est catégorisée commune rurale à habitat dispersé, selon la nouvelle grille communale de densité à sept niveaux définie par l'Insee en 2022.
Elle est située hors unité urbaine. Par ailleurs la commune fait partie de l'aire d'attraction d'Amiens, dont elle est une commune de la couronne,. Cette aire, qui regroupe 369 communes, est catégorisée dans les aires de 200 000 à moins de 700 000 habitants,.

### Occupation des sols
L'occupation des sols de la commune, telle qu'elle ressort de la base de données européenne d'occupation biophysique des sols Corine Land Cover (CLC), est marquée par l'importance des territoires agricoles (71,3 % en 2018), une proportion identique à celle de 1990 (71,3 %). La répartition détaillée en 2018 est la suivante : 
terres arables (71,3 %), forêts (18,3 %), zones urbanisées (10,4 %). L'évolution de l'occupation des sols de la commune et de ses infrastructures peut être observée sur les différentes représentations cartographiques du territoire : la carte de Cassini (XVIIIe siècle), la carte d'état-major (1820-1866) et les cartes ou photos aériennes de l'IGN pour la période actuelle (1950 à aujourd'hui).

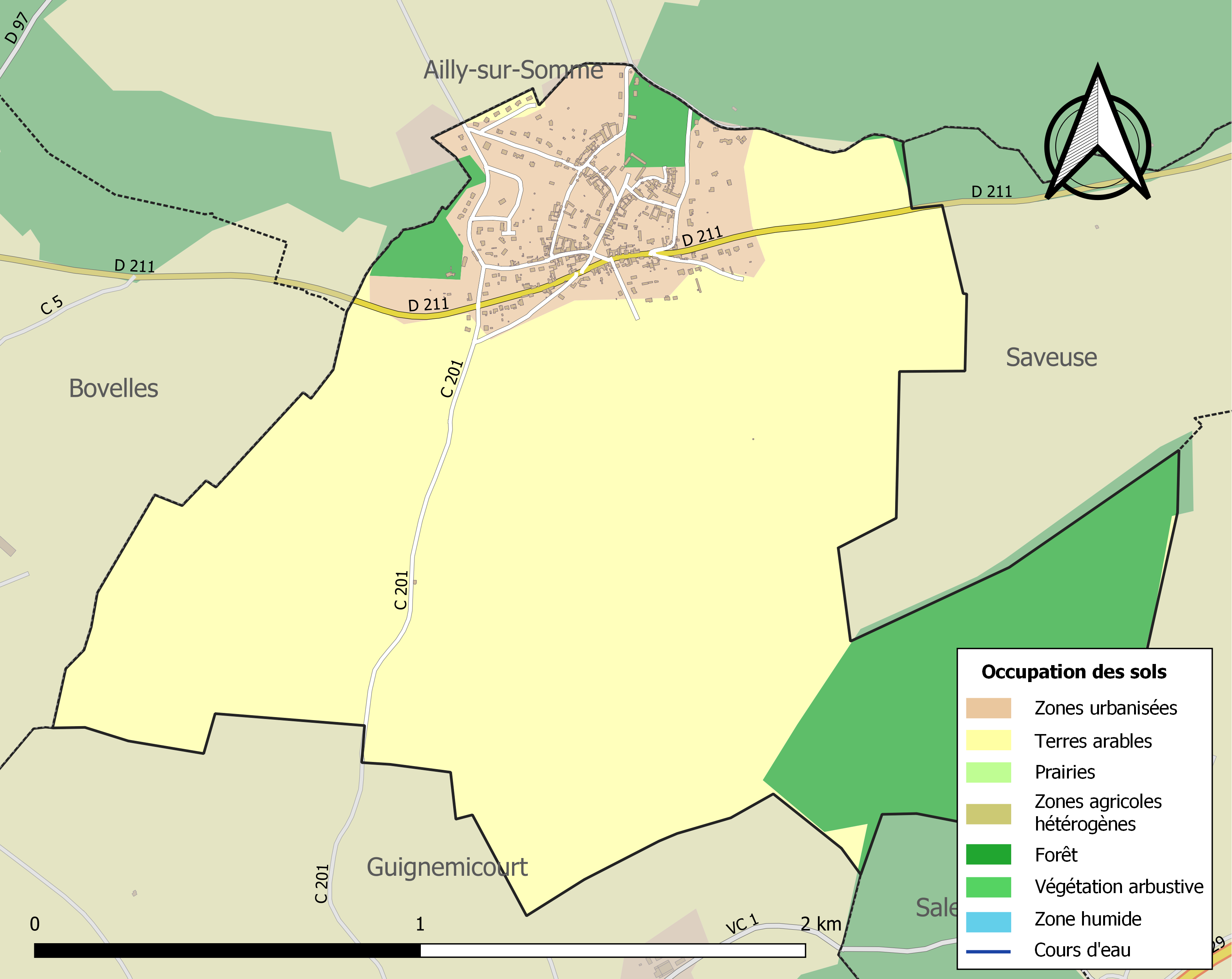
Carte des infrastructures et de l'occupation des sols de la commune en 2018 (CLC).

### Voies de communication et transports
Le village est desservi par la route départementale 211 (RD 211).
En 2019, la localité est desservie par la ligne d'autocars no 4 (Blangy-sur-Bresle - Amiens) du réseau Trans'80, Hauts-de-France, chaque jour de la semaine sauf le dimanche et les jours fériés.

## Toponymie
Le nom de la localité est attesté sous les formes Ferraria (1175-77) ; Ferrerii (1189) ; Ferevia (1197) ; Fereviæ (1197) ; Ferière (1301) ; Ferrières (1337) ; La Ferrière (1350) ; Ferriére (1638) ; Ferières (1648) ; Ferriers (1657) ; Ferrière-lès-Amiens (1695) ; La Ferrières (1757) ; La Ferières (1764).

De l'oil ferriere, « Installation pour extraire, fondre et forger le fer ». Dérivé de fer, avec le suffixe -ière.

## Histoire
Après la Révolution française, la paroisse devient une annexe de celle du village voisin, Bovelles[réf. nécessaire].

## Politique et administration

### Rattachements administratifs et électoraux
La commune se trouve  dans l'arrondissement d'Amiens du département de la Somme. Pour l'élection des députés, elle fait partie depuis 1988 de la première circonscription de la Somme.
Elle faisait partie depuis 1801 du canton de Picquigny. Dans le cadre du redécoupage cantonal de 2014 en France, la commune intègre le canton d'Ailly-sur-Somme, dont elle est désormais membre.

### Intercommunalité
La commune était membre de la petite communauté de communes de l'Ouest d'Amiens, créée fin 1993.
Dans le cadre de la loi portant nouvelle organisation territoriale de la République (Loi NOTRe) du 7 août 2015 prescrit, dans le cadre de l'approfondissement de la coopération intercommunale, que les intercommunalités à fiscalité propre doivent, sauf exceptions, regrouper au moins 15 000 habitants, cette intercommunalité fusionne avec la communauté de communes du Val de Nièvre et environs, formant le 1er janvier 2017 la communauté de communes Nièvre et Somme, où la commune se retrouve intégrée contre son gré, craignant notamment une hausse de la fiscalité.
Elle obtient,, de quitter Nièvre et Somme pour intégrer, le 1er janvier 2018, la communauté d'agglomération Amiens Métropole, dont elle est désormais membre.

### Liste des maires
| Période                                  | Période                       | Identité           | Étiquette | Qualité                                                                        |
| ---------------------------------------- | ----------------------------- | ------------------ | --------- | ------------------------------------------------------------------------------ |
| Les données manquantes sont à compléter. |                               |                    |           |                                                                                |
| Les données manquantes sont à compléter. |                               |                    |           |                                                                                |
| 1944                                     | 1981                          | Jean de Tourtier   |           | Propriétaire                                                                   |
| 1981                                     | 2020,                         | Jean-Claude Billot | LR / SE   | Retraité EDF-GDF Président de l'association des maires de la Somme ( ? → 2020) |
| juillet 2020,                            | En cours (au 24 juillet 2020) | Daniel Demaret     |           | Cadre ErDF chargé des collectivités à la retraite                              |

### Distinctions et label
- Village fleuri : trois fleurs, renouvelées en 2007 par le Conseil National des Villes et Villages Fleuris de France[30] ont été attribuées à la commune pour ses efforts en matière de fleurissement.

## Population et société

### Démographie
L'évolution du nombre d'habitants est connue à travers les recensements de la population effectués dans la commune depuis 1793. Pour les communes de moins de 10 000 habitants, une enquête de recensement portant sur toute la population est réalisée tous les cinq ans, les populations de référence des années intermédiaires étant quant à elles estimées par interpolation ou extrapolation. Pour la commune, le premier recensement exhaustif entrant dans le cadre du nouveau dispositif a été réalisé en 2005.

En 2022, la commune comptait 483 habitants, en évolution de +1,9 % par rapport à 2016 (Somme : −1,26 %, France hors Mayotte : +2,11 %).
| 1793 | 1800 | 1806 | 1821 | 1831 | 1836 | 1841 | 1846 | 1851 |
| ---- | ---- | ---- | ---- | ---- | ---- | ---- | ---- | ---- |
| 303  | 346  | 359  | 351  | 373  | 412  | 420  | 408  | 414  |

| 1856 | 1861 | 1866 | 1872 | 1876 | 1881 | 1886 | 1891 | 1896 |
| ---- | ---- | ---- | ---- | ---- | ---- | ---- | ---- | ---- |
| 402  | 408  | 389  | 382  | 383  | 373  | 396  | 384  | 380  |

| 1901 | 1906 | 1911 | 1921 | 1926 | 1931 | 1936 | 1946 | 1954 |
| ---- | ---- | ---- | ---- | ---- | ---- | ---- | ---- | ---- |
| 391  | 381  | 370  | 334  | 314  | 294  | 248  | 248  | 261  |

| 1962 | 1968 | 1975 | 1982 | 1990 | 1999 | 2005 | 2006 | 2010 |
| ---- | ---- | ---- | ---- | ---- | ---- | ---- | ---- | ---- |
| 220  | 252  | 307  | 315  | 396  | 426  | 446  | 447  | 460  |

| 2015 | 2020 | 2022 | - | - | - | - | - | - |
| ---- | ---- | ---- | - | - | - | - | - | - |
| 476  | 472  | 483  | - | - | - | - | - | - |

À partir du XXIe siècle, les recensements réels des communes de moins de 10 000 habitants ont lieu tous les cinq ans. Pour Ferrières, cela correspond à 2005, 2010, etc. Les autres dates de « recensements » (2006, 2009, etc.) sont des estimations légales.

### Enseignement
La commune prend en charge les enfants d'âge scolaire primaire au sein d'un regroupement pédagogique dispersé.
À la rentrée 2014, Guignemicourt accueille les enfants de petite section, Seux les enfants de moyenne section, Pissy ceux de grande section, Bovelles les élèves de CP et de CM1, Briquemesnil-Floxicourt les CE1 et une partie des CE2, Ferrières l'autre partie des CE2 et les CM2.
Si la cantine siège à Pissy, des garderies sont mises en place à Ferrières et Guignemicourt.

## Culture locale et patrimoine

### Lieux et monuments
- Église Saint-André[36],[37] dont la construction est achevée en 1867.
- Chapelle funéraire de 1880, à l'extérieur du cimetière[38].
- Monument aux morts

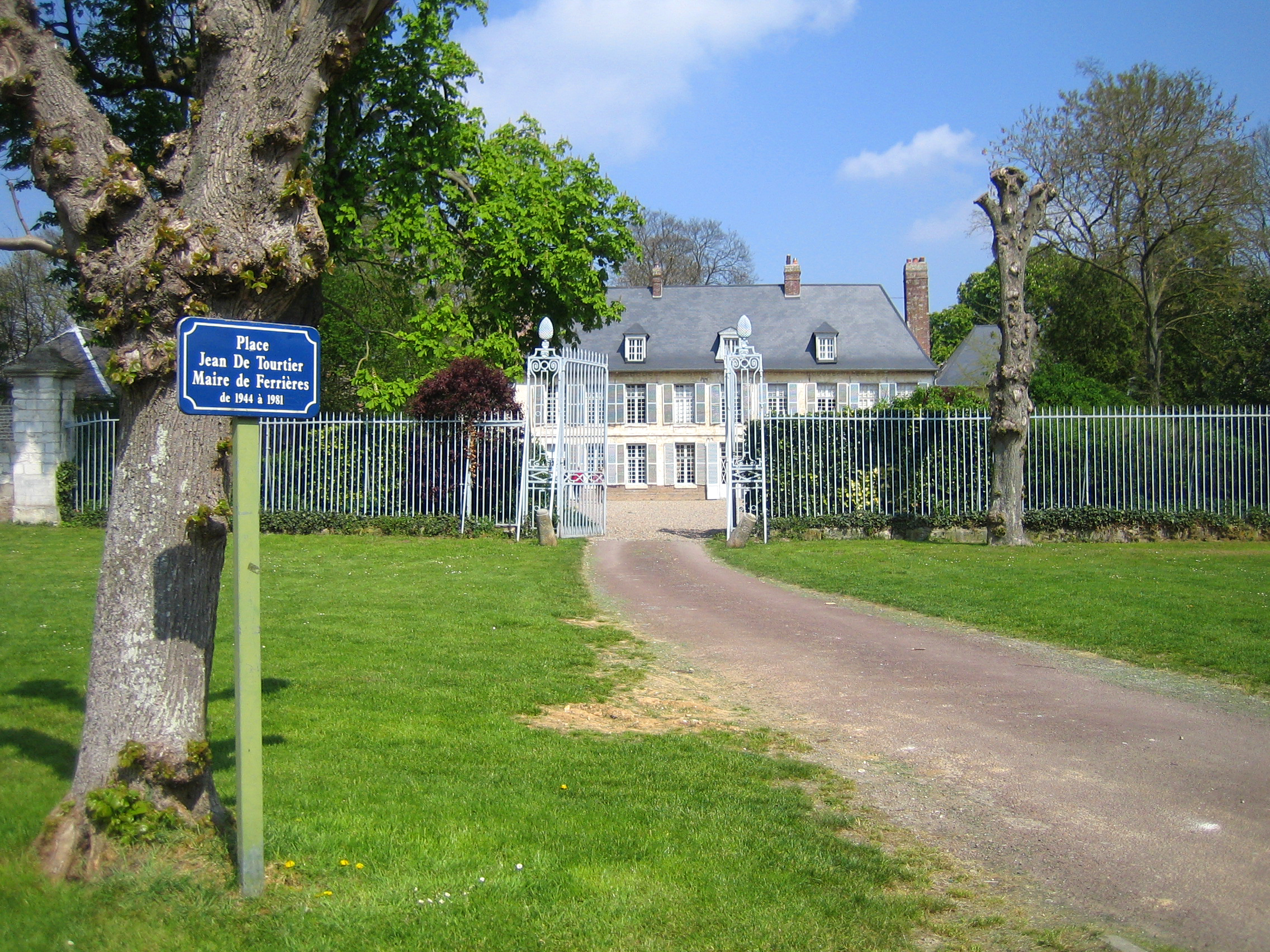
Château (dont la grille s'ouvre sur la place centrale du village).
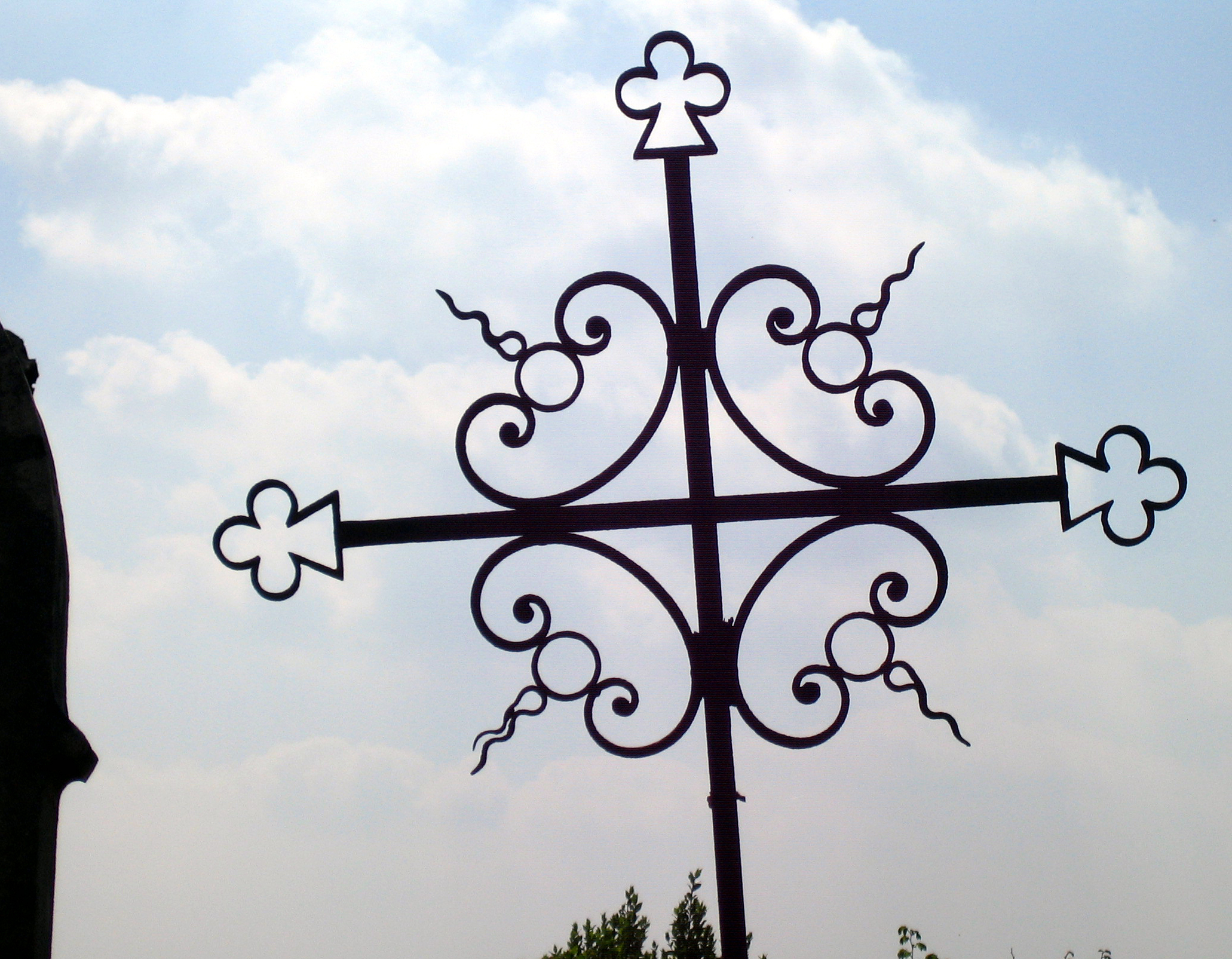
Croix de fer forgé sur une tombe du cimetière.

### Personnalités liées à la commune
- Joseph Raphael Crimont (1858-1945), né à Ferrières, fut ordonné prêtre jésuite en 1888. Évangélisateur  des Amérindiens Crows au Montana (États-Unis), il fut de 1917 à sa mort en 1945 le premier évêque d'Alaska[39].
- Jules Boquet, peintre né à Amiens le 17 janvier 1840 et mort à Ferrières le 22 novembre 1931.

### Héraldique
| Blason de Ferrières | Blason  | Écartelé en sautoir : au 1er d'azur au souci tigé et feuillé d'or, au 2e d'or à la truelle de sable, au 3e d'or au couteau à couper le velours de sable, au 4e d'azur à la merlette d'argent. |
| Blason de Ferrières | Détails | Le statut officiel du blason reste à déterminer. |